# Szilvay Kornél
Szilvay Kornél (Budapest, 1890. július 25. – Budapest, 1957. szeptember 8.)  magyar gépészmérnök, tűzoltó ezredes, Budapest  egykori  tűzoltóparancsnoka. Nemzetközi szinten is jelentős eredményeket ért el a korszerű tűzvédelem megteremtése terén (ő a szárazoltó eljárás és a porral oltó berendezés feltalálója).

## Életpályája
Már tanulóként megismerkedett a tűzoltóság munkájával, mivel műszaki tanulmányai alatt, annak részeként tűzvédelmi kiképzést kapott. Technikusi oklevelét Budapesten, a felső-ipariskolában szerezte meg. Tanulmányainak a  befejezése után a Schlick-gyár tűzoltóegységének aktív tagja lett, majd csatlakozott a fővárosi önkéntes tűzoltók szervezetéhez. 1914-től a fővárosi hivatásos tűzoltóság műszaki tisztje, majd főtisztje volt. Mint műszaki tiszt, elmélyült fejlesztőmunkát végzett. Mint feltaláló, Szilvay Kornél 39 találmányára kapott szabadalmi oltalmat. Az első szabadalma 1914-ben egy villamos hálózatró1 működtethető gépjármű indítókészülék volt, amelyet a fővárosi önkéntes tűzoltóság által rendszerbe állított Magirus gyártmányú gépjárműfecskendőnél alkalmaztak. Tűzoltói pályafutása során több ezer oltást vezetett, amelyek közül kiemelkedik a budapesti Szent István-bazilika kupolatüzének vízkármentes oltása 1947-ben. Szilvay Kornél 1957 szeptember 8-án,  halt meg, 67 éves korában.

## Találmányai
Szabadalmazott találmányai közül 2 gépjármű indítókészülékre, 6 tűzveszélyes folyadék tárolótartályra és kapcsoló készülékekre (pl. gyorselzáró tartálylefejtéshez; biztonsági tartály tűzveszélyes folyadékok tárolására), 3 vízszállító berendezésre, 3 tűzvédelmi biztonsági berendezésre (pl. hőhatásra záró szelep; önműködő tűzjelző távíró), 1 tűzgátló tetőfedő anyagra vonatkozik, a többi pedig a szárazoltó eljárással, anyagaival és berendezéseivel kapcsolatos. Utolsó bejelentését 1955-ben tette meg, szárazoltó eljárásra.

### A szárazoltás és a poroltó
Szilvay Kornél legismertebb találmánya a róla elnevezett szárazoltógép, amely a zárt tüzeket az égés folyamatát megakasztó anyagok (oltógáz, porok stb.) felhasználásával oltja, s ezzel a tűzoltásnál fellépő vízkárokat elkerüli. a szabadalmi bejelentést 1928-ban nyújtotta be. Találmánya szerint az oltóanyag a korábbiakkal ellentétben víz helyett por vagy hab is lehetett. Eljárása világszerte elterjedt.

## Írása
- Szárazoltás (Bp., 1941).

## Emlékezete
- 2015. július 24-én a Magyar Nemzeti Bank bejelentette, hogy Szilvay Kornél születésének 125. évfordulója tiszteletére 2000 forint névértékű színesfém emlékérmet bocsát ki. Az érmet, amelynek az egyik oldalán az egykori tűzoltóparancsnok arcképe látható, Bitó Balázs tervezte.[3][4]